# Столяр, Тимофей Фёдорович
Тимофей Фёдорович Столяр (1916 — 30 октября 1975) — советский хозяйственный и государственный деятель, Герой Социалистического Труда.

## Биография
Родился в 1916 году в селе Качковка Ямпольского уезда Подольской губернии. Член КПСС.
В 1930—1970 — колхозник, прицепщик, тракторист МТС, механизатор, звеньевой механизированного звена колхоза «Дружба» Ямпольского района Винницкой области Украинской ССР.
Указом Президиума Верховного Совета СССР от 31 декабря 1965 года присвоено звание Героя Социалистического Труда с вручением ордена Ленина и золотой медали «Серп и Молот».
Делегат XXIII съезда КПСС.
Умер 30 октября 1975 года в Могилёв-Подольском районе Винницкой области.

## Награды и звания
- Герой Социалистического Труда (31.12.1965)
- Орден Ленина (31.12.1965)